# Lou Spicer
Lewis Graves Spicer, detto Lou (Watertown, 12 novembre 1922 – Watertown, 23 giugno 1981), è stato un cestista statunitense, professionista nella BAA.

## Carriera
Dopo una carriera universitaria alla Syracuse University, giocò nella stagione 1946-47 nella BAA, disputando 4 partite e segnando 1 punto.